# Vườn chim Bạc Liêu
Vườn chim Bạc Liêu là một khu bảo tồn thiên nhiên nằm tại phường Nhà Mát, thành phố Bạc Liêu, tỉnh Bạc Liêu. Vườn chim Bạc Liêu đã được Thủ tướng Chính phủ công nhận là khu bảo tồn loài sinh cảnh và là một trong số ít vườn chim nằm tại nội thành trên cả nước.

## Lịch sử hình thành
Vườn chim Bạc Liêu vốn là một mảng rừng còn sót lại của một rừng ngập mặn lớn trước đây. Năm 1962, vườn chim được một người dân chăm sóc và quản lý.
Năm 1978, vườn chim bị thu hẹp còn 40 ha để thành lập Nông trường Đông Hải. Năm 1986, vườn chim Bạc Liêu được đưa vào danh sách các khu bảo tồn thiên nhiên Việt Nam và được công nhận là Khu bảo tồn thiên nhiên theo quyết định 194/CT-HĐBT ngày 9 tháng 8 năm 1986.
Năm 1987, ban quản lý vườn chim được thành lập, trực thuộc Chi cục kiểm lâm tỉnh Minh Hải. Sau khi tỉnh Minh Hải, được tách ra, vườn chim Bạc Liêu được đưa về cho chính quyền tỉnh Bạc Liêu quản lý. Năm 2001, chính quyền tỉnh Bạc Liêu giao lại Vườn chim Bạc Liêu cho Sở Nông nghiệp và phát triển nông thôn quản lý.
Năm 1989, quỹ Brehm của Đức hỗ trợ 7.000 USD để xây dựng vật chất và quy hoạch vườn chim Bạc Liêu để tăng tính đa dạng sinh học. Năm 1996, chính quyền tỉnh Bạc Liêu cấp 200 triệu đồng cho Ban quản lý Vườn chim làm đê bao ngăn xung quanh 130 ha, đào ao nước mặn, nước ngọt để cung cấp thức ăn và tạo lại vùng sinh thái.
Ngày 13 tháng 12 năm 2010, chính quyền tỉnh Bạc Liêu phối hợp cùng một công ty du lịch xây dựng khu du lịch sinh thái vườn chim Bạc Liêu.

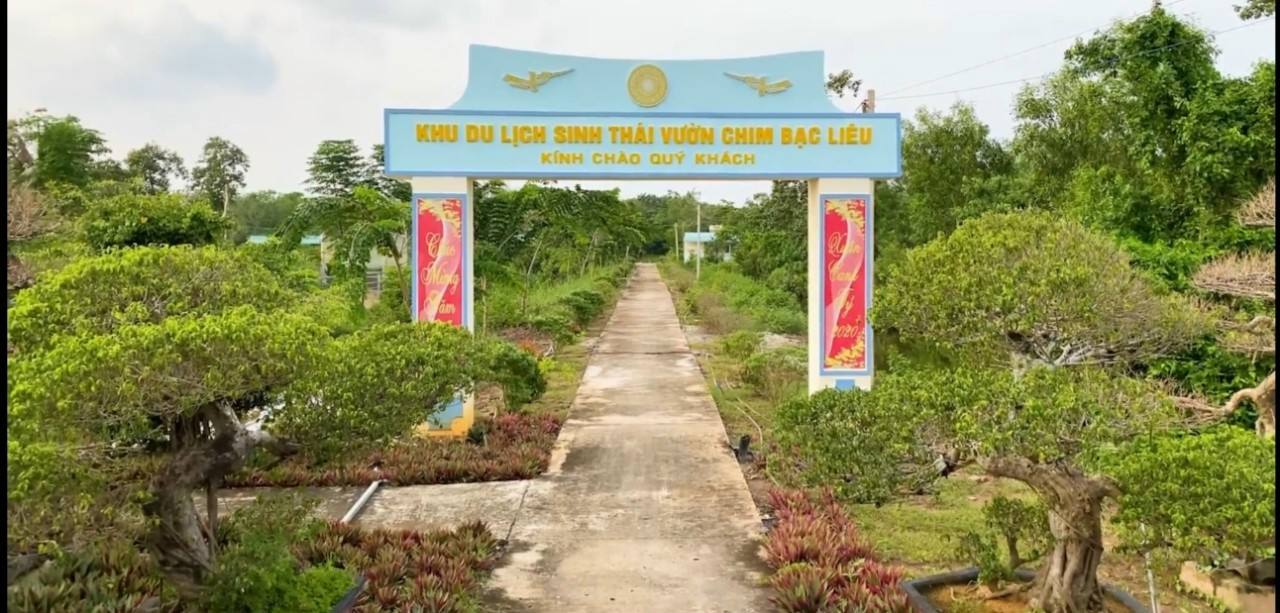
Khu du lịch sinh thái Vườn chim Bạc Liêu

## Mô tả
Vườn chim Bạc Liêu hiện nay có diện tích là 385 ha, trong đó có 19 ha là rừng nguyên sinh. Tính đến năm 2015, tại đây đã có hơn 40.000 cá thể của 78 loài, trong đó có giang sen, bồ nông chân xám, cò sả hung,...Ngoài ra, vườn chim Bạc Liêu có 13 quần xã thực vật, bao gồm 181 loài thực vật bậc cao, thuộc 145 chi của 60 họ, có 23 loài đại diện cho hệ rừng ngập mặn và 16 loài cây tham gia rừng ngập mặn. Vườn chim Bạc Liêu là vườn chim duy nhất nằm trong nội thành tại Đồng bằng sông Cửu Long.
Hệ sinh thái nơi đây rất đa dạng, tạo điều kiện cho các loài động thực vật phát triển, nhất là các loài chim đã về đây dựng tổ. Nơi đây đã trở thành địa điểm du lịch tại Bạc Liêu, đón tiếp rất nhiều khách du lịch. Tính từ tết Canh Tý đến ngày 18 tháng 2 năm 2020, vườn chim Bạc Liêu đón khoảng hơn 30.000 du khách.
Tuy nơi đây là địa điểm du lịch, nhưng các cá thể loài chim thường bị giảm sút khá nhiều. Nguyên nhân là do một số doanh nghiệp sản xuất kinh doanh gây tiếng ồn cho vườn chim, những kẻ trộm chim đem đi bán và các quán nhậu sử dụng thịt chim cò làm món ăn.

## Nguy cơ cháy rừng
Ngày 17 tháng 3 năm 2012, theo ông Nguyễn Trung Chánh, do thời tiết nắng nóng gay gắt nên mực nước trong các con kênh bị rút xuống nhanh, làm toàn bộ diện tích vườn chim nằm trong diện nguy cơ cháy rừng cấp 4.
Ngày 21 tháng 2 năm 2013, do nắng nóng gay gắt kéo dài, các dòng kênh rạch nằm trong vườn chim có mực nước khô cạn, ban quản lý vườn chim tạm thời đóng cửa vườn. Ban quản lý vườn chim đã nhận định cảnh báo cháy rừng cấp 4. Sau vụ việc trên, chính quyền tỉnh tạm cấm khách tham quan vườn chim để phòng cháy rừng và những người dân sống xung quanh được phát tờ rơi và cam kết không đốt lửa.
Đến ngày 13 tháng 3 năm 2018, Ban quản lý vườn chim phối hợp với người dân và lực lượng phòng cháy chữa cháy tham gia diễn tập chữa cháy rừng, do thời điểm này nắng gắt, làm cho nuớc kênh cạn và các loài cây khô héo và dự báo có thể lên cấp độ cháy rừng.
Từ năm 2019 và 2020, Ban quản lý đã nâng mức cấp độ cháy rừng lên cấp V. Nhiệt độ trung bình đo được tại khu vực này là 32 độ C, độ ẩm khoảng 50% - 56% và gió mạnh. Khu vực có nguy cơ cháy rừng có diện tích 60 ha, chủ yếu là rừng cây chà là và một số cây dây leo. Theo Sở Nông nghiệp và Phát triển nông thôn tỉnh Bạc Liêu, do biến đổi khí hậu làm cho khô hạn, nắng nóng kéo dài, đe dọa hệ sinh thái và đa dạng sinh học của vườn chim, có nhiều tuyến kênh hiện nay nước rất cạn và khô trơ đáy.